# جون أ. كي. دونوفان
جون أ. كي. دونوفان هو سياسي أمريكي، ولد في 23 يونيو 1907 في Edgewood (Cranston) ‏ في الولايات المتحدة، وتوفي في 1993 في مقاطعة أرلنغتون في الولايات المتحدة. نشط حزبياً في الحزب الديمقراطي. وقد انتخب عضو مجلس ولاية فرجينيا ‏.